# Liste der Monuments historiques in Fresse-sur-Moselle
Die Liste der Monuments historiques in Fresse-sur-Moselle führt die Monuments historiques in der französischen Gemeinde Fresse-sur-Moselle auf.

## Liste der Immobilien
| Bezeichnung                | Beschreibung | Standort                 | Kennzeichnung | Schutzstatus   | Datum | Bild |
| -------------------------- | --- | ------------------------ | ------------- | -------------- | ----- | ---- |
| Grubenareal von Le Thillot | Stollen und Mundlöcher von Blei- und Kupferminen, 16. bis 18. Jahrhunderts; auch auf der Gemarkung von Le Thillot | südlich des Ortes (Lage) | PA00135422    | Classé Inscrit | 1995  |      |

## Liste der Objekte
| Bezeichnung                      | Beschreibung                                          | Standort                      | Kennzeichnung | Schutzstatus | Datum | Bild |
| -------------------------------- | ----------------------------------------------------- | ----------------------------- | ------------- | ------------ | ----- | ---- |
| Skulptur Heiliger Brictius       | Holz, 18. Jahrhundert                                 | in der Kirche St-Brice (Lage) | PM88000381    | Classé       | 1964  |      |
| Skulptur eines heiligen Bischofs | Obstbaumholz, ehemals farbig gefasst, 19. Jahrhundert | in der Kirche St-Brice (Lage) | PM88001408    | Inscrit      | 2008  |      |